# Falling Water (Tennessee)
Falling Water es un lugar designado por el censo ubicado en el condado de Hamilton en el estado estadounidense de Tennessee. En el Censo de 2010 tenía una población de 1.232 habitantes y una densidad poblacional de 85,88 personas por km².

## Geografía
Falling Water se encuentra ubicado en las coordenadas 35°11′46″N 85°15′35″O / 35.19611, -85.25972. Según la Oficina del Censo de los Estados Unidos, Falling Water tiene una superficie total de 14.35 km², de la cual 14.35 km² corresponden a tierra firme y (0 %) 0 km² es agua.

## Demografía
Según el censo de 2010, había 1.232 personas residiendo en Falling Water. La densidad de población era de 85,88 hab./km². De los 1.232 habitantes, Falling Water estaba compuesto por el 98.13 % blancos, el 0.32 % eran afroamericanos, el 0 % eran amerindios, el 0.57 % eran asiáticos, el 0.16 % eran isleños del Pacífico, el 0.08 % eran de otras razas y el 0.73 % pertenecían a dos o más razas. Del total de la población el 0.49 % eran hispanos o latinos de cualquier raza.